# バーバリーアートスペース
株式会社バーバリーアートスペースは、絵画、美術品、骨董品等の売買、オークション会社である。
本社は東京都中央区東日本橋にある。

## 概要
創業者バーブワリー・ジャラールウディンは1964年モーリシャス諸島生まれ。学生時代はフランス、アメリカなどで過ごし、1985年に来日。1990年、画商の世界に進み絵画の販売や卸の事業を始める。1993年個人事業バーバリーアートスペースを起こし、1996年法人株式会社バーバリーアートスペースを設立。海外出身者として初めて東京美術倶楽部の会員となる。
アートオークションを主催。

## 主なビジネス・サービス
- 絵画、美術品、骨董品等の売買
- 絵画、美術品、骨董品等のオークション